# ناريف
ناريف نهر ينبع من غرب بيلاروسيا كأحد روافد نهر فيستولا. يجري نهر ناريف عبر "هضبة بودلاسي وبيلاروسيا"، ويمر بمحافظات بودلسكي ومازوفيا في بولندا وجردونه أوبلاست في بيلاروسيا، وهو خامس أطول أنهار بولندا.
| الدولة    | الطول  | المساحة   |
| --------- | ------ | --------- |
| بيلاروسيا | 36 كم  | 21302 كم2 |
| بولندا    | 448 كم | 53873 كم2 |
| المجموع   | 484 كم | 53873 كم2 |

## وصلات خارجية
- Natural tourism (birdwatching) in Narew National Park
- Maps of NE Poland